# ジョージア人の一覧
ジョージア人の一覧（ცნობილი ქართველები、グルジアじんのいちらん）は、ジョージア(グルジア)出身者、グルジア人（ジョージア人、グルジア/ジョージア系の人）を一覧にしたものである。

## あ行
- ヴァージャ・アザラシヴィリ（作曲家）
- アスラン・アバシゼ
- イリア・トプリア（格闘家）
- テンギズ・アブラゼ（映画監督）
- ニーナ・アナニアシヴィリ（バレリーナ）
- ヤノ・アナニーゼ（サッカー選手）
- ショタ・アルベラーゼ（元サッカー選手）
- アリー・ベイ・アル＝カービル - オスマン朝下エジプトのベイ（高位のマムルーク）
- イベリアのアンティム（17-18世紀の神学者）
- ユーリ・アントニアン（ロシア語版）（ロシアの法学者・法学博士・教授。ロシアにおける犯罪学・精神医学および法心理学の専門家として名高い存在である）
- ヴャチェスラーフ・イヴァニコーフ（著名なロシアンマフィアの一人で、ソビエト連邦とアメリカ合衆国の両方で活動していた経歴を持つ）
- オタール・イオセリアーニ（映画監督。トビリシ出身）
- ヴァフタング6世（王族の一人。バグラティオニ朝（英語版）の君主でカルトリ王国の国王でもあった）
- デムナ・ヴァザリア（ファッションデザイナー。バレンシアガやルイ・ヴィトンのデザインを手掛けた存在の一人で、高級ファッションブランドの一つ「Vetements」の創設者でもある）
- セルゲイ・ウィッテ（政治家）
- アスラン・ウソヤン（英語版）（ロシアンマフィアの犯罪者）
- グリゴル・オルジョニキゼ（革命家、政治家）
- エリソ・ヴィルサラーゼ（ピアニスト）
- ムィハーイロ・オメリヤノーヴィチ＝パウレーンコ（ウクライナ語版、英語版）（ロシア帝国チフリス県（ロシア語版）出身の軍人。ウクライナ人民共和国軍の司令官・将軍として活躍した）

## か行
- カティア・ブニアティシヴィリ（ピアニスト）
- 臥牙丸勝（元幕内力士）
- カハ・カラーゼ （サッカー選手）
- ギヤ・カンチェリ（作曲家）
- ソポ・ハルヴァシ （歌手。ラズ人）
- セルゲイ・キリエンコ（政治家。ユダヤ系）
- エルダリ・クルタニーゼ（レスリング選手、総合格闘家）
- サーシャ・ゲゲチコリ - ボリシェビキ
- エレーネ・ゲデヴァニシヴィリ （フィギュアスケート選手）
- ケテワン・ゲラーゼ - ヨシフ・スターリンの母
- 黒海太（元幕内力士）
- レバン・コビアシビリ（サッカー選手）
- エドゥアルド・ココイトゥイ - 南オセチアの政治家
- ボグダン・コブロフ - ソビエト連邦の政治家。チェキストであった
- フヴィチャ・クヴァラツヘリア‐(サッカー選手）

## さ行
- ミヘイル・サアカシュヴィリ（政治家）
- グロム・ザザ（格闘家）
- ジャヴァンシル（ロシア語版） （ミハラニ朝（ロシア語版、英語版）の君主）
- ズラブ・ジワニア（元首相）
- エドゥアルド・シェワルナゼ（政治家）
- ギオルギ・シェンゲラヤ（映画監督・脚本家）
- ラシャ・シャフダトゥアシビリ（柔道選手）
- ヨシフ・スターリン（政治家）
- ストルガツキー兄弟（SF作家）

## た行
- タマル (グルジア女王)
- ビターゼ・タリエル（格闘家）
- ショータ・チョチョシビリ（柔道選手）
- ニコロズ・チョロカシヴィリ - グルジア正教会の司祭（のちカトリコス）、政治家、外交官
- イラクリ・ツェレテリ（革命家、政治家）
- ニコライ・ツィスカリゼ （バレエダンサー）
- テンギズ・テドラゼ（格闘家）
- 栃ノ心剛史（幕内力士）
- デムナ・ヴァザリア（ファッションデザイナー）
- アレクサンドル・トラーゼ（ピアニスト）
- イベリアのトリダート（英語版）（イベリア王国の君主）

## な行
- イルマ・ニオラーゼ（バレリーナ）
- 聖ニノ（聖人）
- グリゴリー・ネウイミン（天文学者。ロシア帝国チフリス県（ロシア語版）時代のトビリシ出身）
- ネミローヴィチ＝ダンチェンコ兄弟
  - ヴァシリー・ネミローヴィチ＝ダンチェンコ
  - ヴラジーミル・ネミローヴィ＝ダンチェンコ（脚本家、演出家）

## は行
- ダヴィッド・バグラチオン・ムフラニ（グルジア王室王位継承者）
- ピョートル・イワノヴィッチ・バグラチオン（帝政ロシアの軍人）
- ディミトリー・バシュキロフ （ピアニスト。ユダヤ系）
- ザザ・パチュリア（バスケットボール選手）
- エレーナ・バシュキロワ （ピアニスト）
- セルゲイ・パラジャーノフ（アルメニア人）
- アラム・ハチャトゥリアン（作曲家。アルメニア人）
- ダヴィド・ハハレイシヴィリ（柔道家、格闘家）
- ニコ・ピロスマニ（画家。「放浪の画家」あるいは「孤高の画家」と称される彼の肖像は1ラリ紙幣に用いられている）
- ニノ・ブルジャナゼ（政治家）
- オレクサンドル・アンドルイヨヴィチ・プロカノフ（ウクライナ語版）（作家、脚本家。ジャーナリストとしても活動）
- イベリアのペトル（5世紀の神学者）
- ゲオールギイ・ベリーエフ（ベリアシュビリ）（航空機設計者）
- ラヴレンチー・ベリヤ（ラブレンチ・ベリア）（政治家）
- セルゲイ・イグナチエヴィチ・ベルンシュテイン（言語学者。ユダヤ系）
- ビターゼ・タリエル（格闘家）
- ベカ・ミケルタゼ（サッカー選手）

## ま行
- フィリップ・マハラゼ - 政治家。文筆家でもあった
- ニコライ・マル（マール） - 言語学者
- ダビド・ムジリ - サッカー選手
- ブドゥ・ムディヴァニ - ソ連時代の政治家。ボリシェヴィキであった
- ヴァノ・ムラデリ - 作曲家
- メドヴェージェフ兄弟 - 反体制活動家の双生児。ユダヤ系
  - ロイ・メドヴェージェフ（ロイ・A・メドヴェージェフ） - 歴史学・社会学者
  - ジョレス・メドヴェージェフ（ジョレス・A・メドヴェージェフ） - 生物学者
- イリア・メリア（正教会の司祭、教会史家。）
- ケイティ・メルア（歌手）

## や行
- アレクサンドル・イアシュヴィリ - サッカー選手
- イベリアのヨアネ（修道士、聖人）

## ら行
- ネストル・ラコバ - ソ連内アブハジアの政治家
- イラクリ・ラバーゼ (テニス選手)
- ショタ・ルスタヴェリ（詩人）
- エリザーベト・レオンスカヤ（ピアニスト）
- ティムラズ・レジャバ（外交官、駐日ジョージア特命全権大使）

## 在外
- ブラート・オクジャワ - シンガーソングライター、小説家。母親がアルメニア系
- ジョン・シャリカシュヴィリ - アメリカの軍人
- ゲオルギ・バランチヴァゼ（ジョージ・バランシーン）- バレエ振付師
- アレクサンドル・ボロディン - ロシアの作曲家

## グルジアに住んだ人物
- レフ・カーメネフ（革命家、政治家。ユダヤ系）
- フョードル・シャリアピン（オペラ歌手）
- エフゲニー・プリマコフ（政治家、経済学者）